# Хёккосе
Хёккосе (кор. 혁거세 거서간?, 朴赫居世居西干?; 69 г. до н.э. — 4 год н.э.), также известный как Бак (Парк, Пак) Хёккосе — монарх-основатель государства Силлы, одного из трёх корейских государств. Является предком всех носителей фамилии Пак.

## Имя
Хёккосе является не полным именем, а гоноративом, произносимым «Пульгынэ» (кор. 불그내?, 弗矩内?) на языке силла, означающий «яркий мир».
赫 хёк — китайский иероглиф, значащий «пылать, сиять» (двойное от 赤 ёк— «красный»), используется для обозначения корейского прилагательного 븕 пульг — «красный, ярко окрашенный». 居 ко значит «проживать, находиться», описывает корейское вспомогательное слово 븕 (г)ын — «то, что является красным». 世 се значит «поколение, мир, эпоха», соответствует корейскому слову 뉘 нэ, «мир».

## История основания
Самгук юса и Самгук саги описывают историю основания Силлы.
В современном Кёнсандо, Южная Корея, располагались шесть деревень: Янсан-чхон (кор. 양산촌?, 楊山村?), Кохо-чхон (кор. 고허촌?, 高墟村?), Чинджи-чхон (кор. 진지촌?, 珍支村?), Тэсу-чхон (кор. 대수촌?, 大樹村?), Кари-чхон (кор. 가리촌?, 加利村?) и Коя-чхон (кор. 고야촌?, 高耶村?).
В 69 году до н. э. главы шести вождеств собрались, чтобы обсудить формирование королевства и выбор нового короля. В лесу, называемом Наджонг в Янсан-чхоне, из неба просиял странный свет, и на землю ступил белый конь. Предводитель Кохо-чхона обнаружил рядом с ним большое яйцо. Из яйца вышел мальчик, его тело излучало свет, а птицы и звери танцевали.
Предводители вырастили мальчика, а когда ему было 13, его сделали королём. Став королём, он женился на Арён, которая, как говорят, родилась из ребра дракона.

## Исторический контекст
Дата основания Силлы — одна из загадок на сегодня, поскольку Самгук саги были написаны в Силле, утверждая превосходство и древность Силлы над Когурё и Пэкче. В данной книге считается, что Силла была основана сначала, затем Когурё, а затем Пэкче. Археологические данные, однако, рисуют другую картину, и есть подозрения, что Когурё является самым старым из трёх королевств, Силла же развивалась либо одновременно с Пэкче, либо после него.

## Правление
Основываясь на Самгук саги, Хёккосе и его жена путешествовали по царству в 41 г. до н. э., помогая людям улучшить свои урожаи. Люди восхваляли их как двух святых.
В 37 году до н. э. была основана столица государства, которая носила название Сораболь (кор. 서라벌?, 徐羅伐?), Керим или Кымсон (кор. 금성?, 金城?), а в 32 году до н. э. внутри был построен королевский дворец.
Китай вторгся в Силлу в 28 году до н. э., однако, увидев, что люди наслаждались грудами зерна и не закрывали свои двери ночью, назвали Силлу моральной нацией и отступили.
В 20 году до н. э., правитель Маханской конфедерации потребовал дань. Силла отправила министра Хогуна, однако король был зол из-за того что был отправлен министр, а не дань. Хогун раскритиковал действия правителя. Король рассердился на него и попытался убить его, но ближайшие подчинённые остановили короля, и министру было позволено вернуться в Силлу.

## Смерть
Хёккосе правил примерно 60 лет и основал государство, которое впервые объединит Корейский полуостров в 668 году.
Он поддерживал контроль над своим королевством и был одним из немногих правителей рода Пак, которые владели всей Силлой. Он умер в возрасте 73 лет, а его преемником стал старший сын Намхэ.

## Наследие
Хотя о Хёккосе известно мало, его многочисленные наследства и напоминания сохранились и по сей день. Он основал фамилию Пак, которая известна как третья по популярности в Корее. Другим наследием было королевство, которое он основал. Несмотря на то, что его потомки в конечном итоге потеряли власть над Силлой, тот факт, что он его основал, имеет очень большое значение, ведь это одно из самых важных и влиятельных событий в истории Кореи.

## Семья
|  |  | Пак | Пак | Пак | Пак | Пак | Пак |                       |                       |                       |                       |                       |                       | 사소부인 Сасо     | 사소부인 Сасо | 사소부인 Сасо | 사소부인 Сасо | 사소부인 Сасо | 사소부인 Сасо |               |               |               |               |               |               |  |  |
|  |  | Пак | Пак | Пак | Пак | Пак | Пак |                       |                       |                       |                       |                       |                       | 사소부인 Сасо     | 사소부인 Сасо | 사소부인 Сасо | 사소부인 Сасо | 사소부인 Сасо | 사소부인 Сасо |               |               |               |               |               |               |  |  |
|  |  |     |     |     |     |     |     |                       |                       |                       |                       |                       |                       |                   |               |               |               |               |               |               |               |               |               |               |               |  |  |
|  |  |     |     |     |     |     |     | 혁거세 거서간 Хёккосе | 혁거세 거서간 Хёккосе | 혁거세 거서간 Хёккосе | 혁거세 거서간 Хёккосе | 혁거세 거서간 Хёккосе | 혁거세 거서간 Хёккосе |                   |               |               |               |               |               | 알영부인 Арён | 알영부인 Арён | 알영부인 Арён | 알영부인 Арён | 알영부인 Арён | 알영부인 Арён |  |  |
|  |  |     |     |     |     |     |     | 혁거세 거서간 Хёккосе | 혁거세 거서간 Хёккосе | 혁거세 거서간 Хёккосе | 혁거세 거서간 Хёккосе | 혁거세 거서간 Хёккосе | 혁거세 거서간 Хёккосе |                   |               |               |               |               |               | 알영부인 Арён | 알영부인 Арён | 알영부인 Арён | 알영부인 Арён | 알영부인 Арён | 알영부인 Арён |  |  |
|  |  |     |     |     |     |     |     |                       |                       |                       |                       |                       |                       |                   |               |               |               |               |               |               |               |               |               |               |               |  |  |
|  |  |     |     |     |     |     |     |                       |                       |                       |                       |                       |                       | 남해 차차웅 Намхэ |               |               |               |               |               |               |               |               |               |               |               |  |  |